# Songwrite
Songwrite est un logiciel libre sous licence GNU GPL qui permet d'éditer des partitions et des tablatures de divers instruments de musique. Intuitif et simple d'utilisation, il est en particulier destiné aux musiciens qui ne maîtrisent pas le solfège.  Songwrite peut éditer des portées, mais aussi des tablatures (guitare, basse, banjo, lyre, accordéon diatonique, etc.) et des doigtés de flûte (flûte irlandaise, flûte à bec, etc.) ; il gère aussi les paroles des chansons. Songwrite permet de jouer les partitions et de les imprimer.
Songwrite est écrit en Python, et utilise GTK2 et Cairo, ainsi que EditObj3. Les tablatures sont jouées par Timidity et l'impression repose sur LaTeX.
Pour l'utiliser, vous aurez besoin de :
- Python
- EditObj3
- GTK2, Cairo, Pango et les modules Python correspondants
- LaTeX
- Timidity (ou n'importe quel autre lecteur MIDI)
- Evince (ou n'importe quel autre visualisateur PDF)

## Fonctionnalités
- Édition et lecture de tablatures (guitare, basse, banjo, lyre, accordéon diatonique, etc.), de doigtés de flûte (flûte irlandaise, flûte à bec, etc.) et de portées
- Association de paroles aux partitions pour composer ses propres chansons
- Création de son propre livre de chanson (songbook)
- Impression de partitions et tes chansons
- Conversion automatique de portées en tablatures ou en doigtés, et vice-versa
- Export de chansons dans de nombreux formats (PDF, MIDI, tablature ASCII, GNU Lilypond, PostScript, etc.)
- Import de fichiers ABC ou Guitar Pro 3 / 4 (expérimental)
- Documentation en français